# Лютий Василь Іванович
Васи́ль Іва́нович Лю́тий (нар. 31 липня 1973, м. Звенигородка Черкаської області) — український бандурист, рок-музикант,  автор близько 400 музичних творів.
Закінчив Київське державне вище музичне училище імені Р. М. Глієра (відділ народних інструментів), Сумський державний педагогічний університет імені А. С. Макаренка та магістратуру при ньому. Навчався у Національний педагогічний університет імені М. П. Драгоманова (м. Київ), 
Співпрацював з Національною кінематекою України. Його музика звучить у 35-й та 55-й серіях проекту «Невідома Україна».

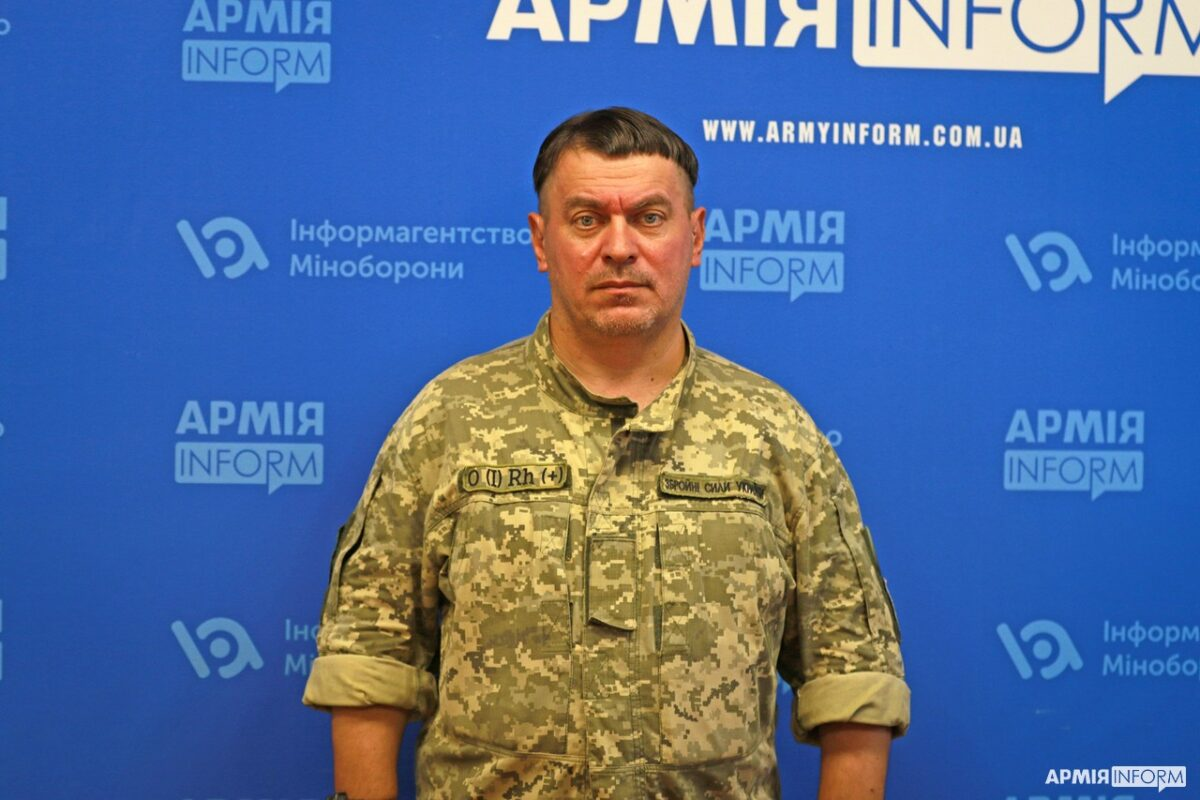
Василь Лютий, серпень 2023 року

Найбільш популярними з творчості Василя Лютого, є пісня «Меч Арея», за однойменним романом українського письменника Івана Білика.
Один з перших виконав на великій сцені пісню «Мій друже Ковалю» (російський варіант «Поручик Голицин»).
Лауреат Міжнародних та Всеукраїнських музичних конкурсів та фестивалів.

## Життєпис

### Музичні школи
Малим Василя відвели на «прослуховування» до  ДМШ і попри любов до бас-гітари (побачив на весіллі!) Василь потрапив до класу бандури Бандура.
Любов до української музичної культури прищепила з грою на бандурі перша вчителька — Лідія Сергіївна Щербак.
Перші спроби складати власні твори розпочалися у 9 років. Це були примітивні етюди, вальси та польки для бандури. Побачивши перекладений українською мовою вірш Алєксєя Баранова «Осєнь» (помилково приписують Алєксєю Плєщєєву) створив першу пісню.
Паралельно з навчанням та участю у конкурсах як бандурист, Василь займається додатково композицією та імпровізацією у спеціалістів-теоретиків Лариси Миколаївни Красавіної (Черкаси) та Володимира Івановича Геращенка (Ватутіне). На черкаському міському конкурсі юних композиторів 1987 року пісня Лютого Василя «Робін Гуд» отримала Гран-Прі.

### Училище Глієра
Після закінчення школи, у 1988 вступає до Київського державного вищого музичного училища імені Р. М. Глієра на відділ народних інструментів, клас викладача Ольги Олексіївни Туровської. Найбільші перемоги Василь зробив при закінченню училища, завоювавши І-шу премію на конкурсі бандуристів та ІІІ-ю премію на Міжнародному Конкурсі ім. М. В. Лисенка. У складі оркестру народних інструментів концертував у Кракові (Польща) та у містечках Хамм та Бергкамен (Німеччина).

### У Черкасах
По закінченню училища повернувся до Черкас, де згодом очолив Центр Сучасної Музики «Сінтез-Мікс» Палацу Дитячої та Юнацької Творчості, вихованці якого брали участь у багатьох позаміських фестивалях та концертах.
На запрошення Національної Кінематеки пише музику та бере участь у зйомках серіалу «Невідома Україна» (35 та 55 серії, відповідно — «Зустріч з Портою» (режисер — Сирбу Яків Олексійович) та «Гайдамаки» (режисер — Рябокрис Олександр Михайлович)).
Співпрацює з Юнацьким театром Палацу, пише музику до вистави «Життя, осяяне коханням» (режисер-постановник Світлана Соколова), грає у багатьох проектах з різнобарвною стилістикою — від Діксіленд (джаз) до Глем-метал року.
З 1994 зі своїм рок-гуртом  «Артанія» стає учасником черкаського рок-клубу та черкаської асоціації виконавців сучасної музики. Перемагає на регіональному фестивалі «Свято без приводу» (ІІІ премія у жанрі поп-музики та дипломант у рок-жанрі).

### В університеті Драгоманова
Переїжджає до Києва. Під час свого навчання у Державному педагогічному університеті ім М. Драгоманова отримує ІІ премію у жанрі поп-музики на фестивалі «Перлини сезону», диплом найкращого композитора та аранжувальника фестивалів «Розмай», «Милославія», «Студентський меридіан».
Співпрацює з творчими діячами педагогічного коледжу ім. Ушинського (ансамбль «Коллегіум» під керівництвом Валентини та Вікторії Касьянових). Пісні почали звучати на Національному Радіо.
1997 року був створений фолк-роковий гурт «Зроби Сам», що вдало себе зарекомендував на фестивалі «Червона Рута» у Харкові (1997) та Дніпропетровську (1999). В цей час гурт робить свої перші записи на студії БЗЗ (звукорежисер-Михайло Дєтковський).

### У Черкасах (1999—2003)
Наприкінці 1999-го на деякий час повертається у Черкаси, де з Андрієм Збандутом створюють cyber-psychodelic колектив «Шарлатові Корзна». Однак, після низки виступів та записів колектив припинив своє існування. 

### У Києві і на Сході (2003—2014)
2003 року переїжджає до Києва, де починає глибоко вивчати дохристиянський період Держави, стає адептом руху Родової Віри. Отримує своє нове й надалі сценічне ім'я — Живосил (іноді - Лютич).
Випускає диски — «Просинайся наш Боже!», «Щит Перуна» (спільно з Богумиром- Романом Миколаївим), «За Україну, за Волю». Пише найпопулярніші свої твори — «Перуниця», «Мати Слава», «Сольба Богам» і «Меч Арея».
2005 року став студентом Сумського державного педагогічного університету ім. А. С. Макаренка та закінчив магістратуру при ньому. Навчався у класі Зуєвої Людмили Вікторівни, науковий керівник — Ніколаї Галина Юріївна, викладач-консультант зі світової культури — Приходько Ганна Петрівна.
На сумській студії «ПанІван» записав ще два альбоми — «Оріяна. Життя, як Є» та «На Славу Русі» (режисер — Іван Веснич).
2006 року був запрошений до рок-гурту «Вогнесміх» [Архівовано 19 січня 2019 у Wayback Machine.] спочатку як соліст, а згодом як піаніст гурту.
Прослуховувався і навіть мав шанси стати вокалістом "Вася Клаб" .
З 2008 року переїхав на Слобожанщину, в місто Рубіжне Луганської області, де викладав мистецтво, краєзнавство,  етику і суспільствознавство у ЗОШ № 9. 
Паралельно навчався в магістратурі СДПУ ім. Макаренка. Під орудою наукового керівника Ніколаї Галини Юріївни написав дві роботи — «Фольк-рок, як засіб інтеркультурного виховання підлітків в середніх навчальних закладах» та «Генеза бандури»(гіпотеза про скандинавсько-балтійське походження).
З 2004 по 2014 роки як самостійно так і у складі гуртів брав участь у близько 150-ти концертах, що проходили у різних містах України - Харків, Дніпро, Львів, Золочів, Вінниця, Луцьк, Луганськ, Сімферополь, Севастополь, Чернівці, Лубни, Нікополь, Запоріжжя, Черкаси, Одеса, Євпаторія.

### У Києві (з 2014)

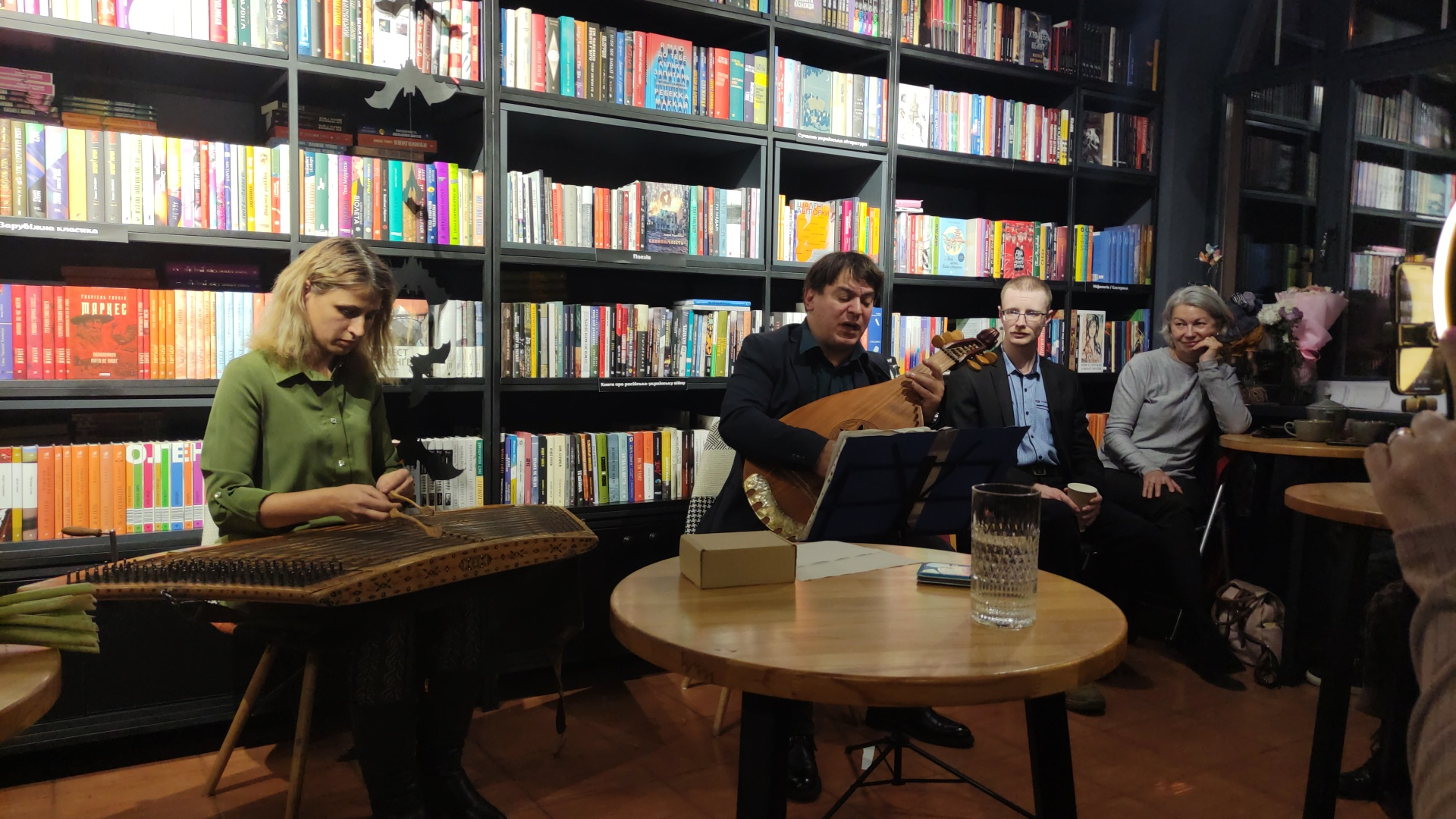
Оксана Бут, Василь Лютий і Дмитро Луняка в книжковому кафе Сковорода, листопад 2024

Повернення до Києва збіглося з запрошеннями з-за кордону. Представляв Україну на фестивалі «Від серця до серця» в м. Шальчинінкай (Литва), на міжнародному радіофестивалі «Калинові мости» у м. Гурово-Ілавецьке (Польща) та ряду заходів присвячених українсько-польським культурно-історичним відносинам. Учасник міжнародних заходів з освіти та культури від України.
Брав участь у заходах Малої академії Наук (керівник Оксен Лісовий),  та формації «Музичний батальйон» (керівник Заслужений діяч мистецтв -Василь Панченко). Явний та позаявний учасник конференцій «Буття українців».
Вів культурно-пізнавальні передачі на «Радіо Культура» Національної телерадіокомпанії України.

Музикант гурту Рутенія (з ними брав участь у записі трьох альбомів). Сам про участь каже таке: 
«Рутенією» захоплювався ще зі студентських часів, але ніколи не думав, що стану учасником цієї формації. Мав колись жартівливе запрошення до «Кому Вниз», серйозне запрошення до «Вася Club», до «Вій» кликали. Але «Рутенія» якось підійшла ближче, за смисловим наповненням.
У складі гурту «Фата Моргана UA» брав участь у виступах з іноземними виконавцями — Крісом Бредлі з Шотландії, та Гердом Крамбером із Німеччини. Останньому робив аранжування його творів, зокрема пісні «Спогади про Майдан».
Окрім «розкрученого» твору «Меч Арея» таким гуртами як «Гайдамаки» та «Тінь Сонця» є ряд інших значущих пісень. Так, 2018 року вийшов офіційний кліп рок-гурту «Гонта» на пісню «Сивий вітер плаче..». Пісня написана 2005 року на слова черкаського поета Володимира Даника [Архівовано 16 серпня 2019 у Wayback Machine.]. Вийшла також академічня версія пісні «Мчать козаки» у виконанні Ольги Матвійчук (аранжування — Володимир Матвійчук).

### Московсько-українська війна
Від початку повномасштабного вторгнення московських загарбників на землі України пішов до лав 23-го окремого батальйону спеціального призначення 1-ї Окремої президентської бригади ім. Б.Хмельницького. У листопаді 2022 року в боях поблизу м. Бахмут Донецької області зазнав поранення у вигляді контузії (мінно-вибухова травма).

## Вчителі
Серед вчителів Василя Лютого: Лідія Сергіївна Щербак, Любов Федорівна Бридько, Ольга Олексіївна Туровська, Валентина Яківна Петренко — академічна бандура, Лариса Миколаївна Красавіна — теорія музики, імпровізація та композиція, Паливода Іван Гнатович — академічний спів, Ігор Ігорович Савков — оркестрове диригування, Павло Андрійович Ковалик [Архівовано 19 січня 2019 у Wayback Machine.] — хорове диригування, Світлана Григорівна Крамська — хорове диригування, Вардо Мойсеївна Шамелашвілі — фортепіано, Галина Юріївна Ніколаї — науковий керівник, Оксана Бут — гра на басолі та «білий спів».

## Родина
Одружений, має три доньки.  Дружина — Бут Оксана Василівна — доцент кафедри звукорежисури одного з  столичних університетів,  композиторка, фольклористка, художня керівниця етно-гурту Буття. Грає на гуцульських цимбалах, решеті, басолі, бухалі (бубень, бебень) та на ряду екзотичних інструментів.

## Захоплення
Окрім гри на бандурі, фортепіано та гітарі захоплюється грою на: духових, струнних та ударних народних інструментах; струнних інструментах доби Середньовіччя та Відродження — цитоль, мандора, лютня; електронних — семплерах, синтезаторах, секвенсорах.

## Відзнаки
- Лауреат І премії Всеукраїнського конкурсу виконавців-бандуристів у місті Дніпропетровську (1992, разом з Олегом Созанським).
- Лауреат ІІІ премії Міжнародного фестивалю виконавців ім М. В. Лисенка, Лауреат фестивалів виконавців народної творчості.
- Як професійний композитор та аранжувальник відмічений на фестивалях «Розмай», «Студентський Меридіан».
- Лауреат ІІ премії у жанрі поп-музики конкурсу-фестивалю «Перлини Сезону-95»,
- Дипломант фестивалю «Червона Рута-97» у Харкові та «Червона Рута-99» у Дніпропетровську (останнє у складі гурту «Зроби Сам»). Нагороджений Спеціальною Відзнакою Конгресу Українських Націоналістів за актуальне відтворення української національної ідеї в сучасних музичних формах (1997, Харків, разом з Юрієм Горловим).
- Медаль УПЦ Київського Патріархату «За жертовність і любов до України» (2015).
- Почесна відзнака ГО ТПО «Музичний Батальйон» за особистий внесок у боротьбу за утвердження української національної культури, підтримку духу українського воїнства (2020).
- Лауреат Літературної премії імені Юрія Горліса-Горського (2022).
- Хрест "Честь і Слава" (2023).
- Бойовий Хрест ОУН (2023).
- Медаль "Ветеран війни — учасник бойових дій" (2023).